# 东卡本 (犹他州)
东卡本（英文：East Carbon），是美国犹他州卡本县下属的一座城市。建市于 1922年，面积大约为8.98平方英里（23.3平方公里），海拔约为4,987英尺（1,520米）。根据2010年美国人口普查，该市有人口1,301人。